# Мишонц, Грегуар
Грегуа́р Мишо́нц (фр. Grégoire Michonze, настоящее имя Григо́рий Аро́нович Мишо́нжник; 22 марта 1902, Кишинёв, Бессарабская губерния — 29 декабря 1982, Париж) — французский художник.

## Биография
Родился в 1902 году в Кишинёве, был старшим из пятерых детей в еврейской семье среднего достатка. Его мать происходила из семьи садгорских хасидов; отец, Арон Юдкович Мишонжник, был хозяином лавки тюля и занавесей. В 1919—1920 годах обучался в академии пластических искусств у Шнеера Когана и Александра Плэмэдялэ, где изучал иконопись и овладел техникой темперы по левкасу на деревянной основе. Продолжил обучение в бухарестской Академии художеств, где подружился c Виктором Браунером; подрабатывал художником-оформителем в Национальном театре.
В 1922 году Мишонжник через Стамбул перебрался в Марсель, а оттуда в Париж. Здесь он продолжил обучение в Школе изящных искусств и в 1924 году познакомился с Максом Эрнстом, который ввёл его в круг местных сюрреалистов — Андре Бретона, Поля Элюара, Луи Арагона, Ива Танги и Андре Массона. Приблизительно в это же время Мишонжник особенно сдружился с Хаимом Сутином.
В 1928 году художник сблизился с Генри Миллером, который стал его ближайшим другом на всю жизнь, и изменил имя на Грегуар Мишонц (Michonze). В 1927—1930 годах он рисовал главным образом натюрморты в сюрреалистическом ключе, участвовал в театральном ревю Клода Серне (Claude Sernet) «Discontinuité», а также иллюстрировал тексты близких ему румынских экспатриантов Иларие Воронки (напр. «Petre Schlemihl» — Петер Шлемиль, Бухарест, 1932), Тристана Цары, Бенжамена Фондана и Брассая.
С 1931 года Мишонц жил на юге Франции в Приморских Альпах — в Кань-сюр-Мер, затем в Сен-Поль-де-Ванс; иллюстрировал тексты Эйбрахама Линкольна Гиллеспи (1895—1950). Именно в этот период он разработал собственный стиль.
В 1934—1936 годах он выставлялся в Salon des Surindépendants, где описывал свои работы как «сюрреалистичный натурализм». Общался с Максом Жакобом, Ильяздом, Робером Десносом и Антоненом Арто. В 1937 году впервые посетил Соединённые Штаты, жил в Нью-Йорке и Массачусетсе, женился на шотландской художнице Уне МакЛин (Una Maclean).
В начале Второй мировой войны (1939) Мишонц ушёл в армию, воевал в составе французского артиллерийского подразделения, попал в плен и в декабре 1940 года был интернирован в лагерь для военнопленных Stalag 90 под Бременом в Германии. В 1942 году он был освобождён и вернулся во Францию, где скрывался от депортации. В 1943 году тяжело пережил смерть близкого друга — художника Хаима Сутина. К концу войны Мишонц узнаёт, что его отец и двое братьев погибли в гетто Транснистрии, а матери удалось спастись и перебраться в подмандатную Палестину.
После войны Мишонц открыл ателье на улице Сены (rue de Seine). В 1947 году получил французское гражданство, а ещё через два года его ранняя значительная работа «La moisson» (Урожай) была приобретена Французским фондом современного искусства. В 1948 году он жил в Шотландии и Англии; первая британская выставка его работ прошла в лондонской Arcade Gallery в 1946 году.
Начиная с 1954 года Мишонц многократно посещал США, где жил его близкий друг Генри Миллер, а также Израиль, где жила его мать. В 1967 году он приобрёл виллу в Труа, где устроил новое ателье и выставил собственные работы. Умер 29 декабря 1982 года в своём парижском ателье от повторного сердечного приступа.

Грегуар Мишонц известен главным образом своими пейзажами и насыщенными символизмом групповыми полотнами. В письме к британскому искусствоведу Питеру Стоуну (1959) Мишонц писал: 
«Предметы моих работ не имеют предмета. Они существуют исключительно в поэтических целях. Если поэзия в наличии, канва закончена. Никаких историй. Только чистая поэзия, и желательно без названия».

## Галерея
- Галерея раннего периода (1934—1954)
- «Венеция»
- «Фигуры» (недоступная ссылка)
- «На пляже» (1957)
- «Scène champêtre» (1957)
- «Деревенская сценка» (недоступная ссылка)
- «Деревенская улица» (1963)
- «Семья» (1967)
- «Художник с семьёй» (1970-е гг.)
- «Фигуры на дворике» (1973)
- «Без названия»